# Sphaerichthys vaillanti
Сферихт Вайяна (Sphaerichthys vaillanti) — тропічний вид прісноводних риб з родини осфронемових (Osphronemidae).

## Поширення
Поширений в індонезійській частині острова Калімантан, провінція Західний Калімантан. Зустрічається в межах верхньої частини басейну річки Капуас.
Риби живуть у так званих «чорних водах», показник pH у яких нижче 5, а електропровідність — значно нижче 100 мкСм. Температура 22-28 °C. Водяться в невеличких струмках, завалених стовбурами й гілками дерев, що попадали. та опалим листям.
Приблизно на початку XXI століття різко зросли обсяги нелегального видобування золота в басейні річки Капуас. Це стало причиною виникнення екологічних проблем в регіоні, однією з яких стало забруднення річки ртуттю. Спроби запобігання забрудненню води та знищенню навколишнього середовища зазнали невдачі, шкода природі продовжує завдаватись. Крім того, прісним водоймам Калімантану загрожує вирубування лісів, перетворення лісових масивів на сільськогосподарські землі, надмірний вилов риби, інтродукція екзотичних та промислових видів риб. Деградація середовища проживання та забруднення води в басейні річки Капуас призвели до скорочення популяції S. vaillanti протягом 2000—2009 років більш ніж на 30 %. Це стало підставою для включення виду до категорії «Уразливі» Червоної книги МСОП.

## Опис
Sphaerichthys vaillanti може сягати довжини майже 6 см. Вид не такий високий, як його родич шоколадний гурамі (S. osphromenoides), і тому ці риби здаються більш видовженими.
Забарвлення й поведінка сферихтів Ваяна дозволяє цим рибами лишатися непомітними в своєму природному середовищі.
Самці забарвлені в коричнюваті кольори. Серединою тіла від ока до хвостового плавця проходить світла бежева або золотава смуга, що супроводжується тоншою темною лінією. Спинний та анальний плавці плямисті, в бежевих і коричневих кольорах, по краю мають світлу смужку. Хвостовий плавець майже прозорий.
Характерною особливістю виду є те, що самки забарвлені значно привабливіше за самців. Тіло перетинають пурпурово-червоні та смарагдово-зелені вертикальні смуги, що чергуються між собою. Плавці забарвлені так само і мають білу облямівку по краю. Всі кольори посилюються в період нересту.
Коротка темна смужка, як у самців, так і у самок, проходить від кінчика морди через очі до зябрових кришок.

## Розмноження
Як і решта представників роду, сферихт Вайяна інкубує ікру в роті. У цього виду цим займається самець. Нерест зазвичай відбувається пізно ввечері або рано вранці. Самець виношує потомство в горловому мішку, стоячи серед густої рослинності під поверхнею води. Самка весь цей час займається охороною території.

## Утримання в акваріумі
Сферихтів Вайяна іноді тримають в акваріумах. Головна проблема полягає в забезпеченні риб необхідними параметрами води.